# Бичача жовч
Бича́ча жовч — продукт, отриманий з бичачої жовчі, який використовується як розчинник у живописі, гравіюванні та літографії, а також для створення акварельних і гуашевих фарб. Для використання на камені, гіпсі та в окремих кісткових клеях її змішують з олією.
У поєднанні з гуміарабіком бичача жовч полегшує змочування пігментів та проникнення кольорів на пористі основи. При додаванні кількох крапель до фарби її можна наносити на шкло, пластик або ацетати.